# アーサー・アンズリー (第4代アルトハム男爵)
第4代アルトハム男爵アーサー・アンズリー（英語: Arthur Annesley, 4th Baron Altham、1689年頃 – 1727年11月16日）は、アイルランド貴族。

## 生涯
第3代アルトハム男爵リチャード・アンズリーとドロシー・デイヴィー（Dorothy Davey、ジョン・デイヴィーの娘）の息子として生まれた。1701年11月19日に父が死去すると、アルトハム男爵の爵位を継承、1711年7月9日にアイルランド貴族院議員に就任した。
1703年4月8日、フィリップス・トンプソン（Phillips Thompson、1704年5月没、初代ヘイヴァーシャム男爵ジョン・トンプソンの娘）と結婚した。
1707年7月22日、メアリー・シェフィールド（Mary Sheffield、1729年10月26日没、初代バッキンガム＝ノーマンビー公爵ジョン・シェフィールドの庶出の娘）と再婚したが、1717年に別居してジョーン・ランディー（Joan Landy）を夫人とした。
1727年11月16日にインチコアで死去、18日にダブリンのクライストチャーチ大聖堂に埋葬された。死去した時点で嫡子がいなかったとされ、親族のリチャード・アンズリー（後の第6代アングルシー伯爵）がアルトハム男爵の継承権を主張した。リチャードの主張はアイルランド貴族院に承認され、彼は1727年11月28日に第5代アルトハム男爵としてアイルランド貴族院議員に就任した。しかし、第4代アルトハム男爵の息子を称するジェームズ・アンズリー（1760年1月5日没）がアルトハム男爵の継承権を主張して第6代アングルシー伯爵を訴え、1743年11月11日に審議が開始された。ジェームズが第4代アルトハム男爵の息子であるという主張に対し、アングルシー伯爵はジェームズの母が正式に結婚していないジョーン・ランディーである（従って継承権のない庶子である）と主張したが、裁判ではジェームズの主張が認められ、第4代アルトハム男爵の遺産はジェームズに返還された。アルトハム男爵の爵位も同時にジェームズに返還されるはずだったが、彼はアルトハム男爵の称号を使用せず、第6代アングルシー伯爵もアルトハム男爵の称号を引き続き使用したという。